# Kaltgepresstes Hundefutter

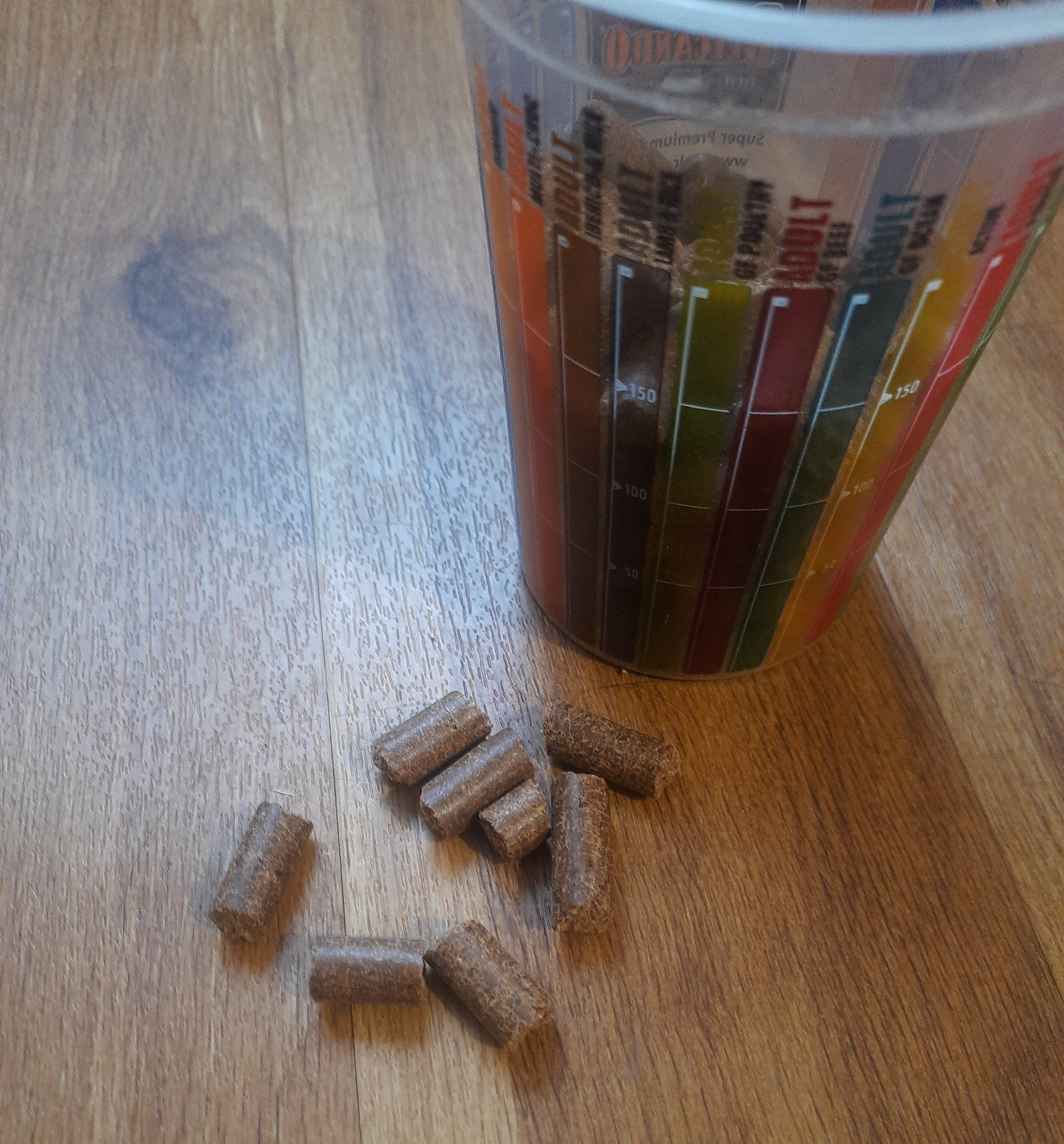
Einige Pellets kaltgepresstes Hundefutter für große Hunde

Kaltgepresstes Hundefutter ist ein hochverarbeitetes industrielles Trockenfutter für Hunde, welches sich durch den Herstellungsprozess der „Kaltpressung“ bei Temperaturen von 60 bis 80 Grad Celsius von anderen Trockenfuttern differenziert. Die „Kaltpressung“ wird auch als Pelletierverfahren bezeichnet.
Im Vergleich dazu werden die Inhaltsstoffe im weit verbreiteten Herstellungsverfahren der Extrusion auf bis zu 200 Grad erhitzt. Der Ursprung der Bezeichnung „kaltgepresstes Hundefutter“ liegt also in den vergleichsweise geringeren Temperaturen während des Herstellungsprozesses und differenziert das Trockenfutter vor allem von Extrudaten.
Kaltgepresstes Hundefutter hat eine hohe Dichte, da es aus gepressten vermengten Pulvern besteht, und existiert in festen Futterpellets variierender Größen.

## Herstellungsprozess
Der detaillierte Herstellungsprozess der Kaltpressung gliedert sich in drei Abschnitte.
Zuerst müssen bestimmte Inhaltsstoffe des Futters für eine Kaltpressung vorbereitet werden. Zum einen wird das Fleisch zunächst gemäß EU-Verordnung 142/2011 nach klaren Vorgaben erhitzt, um Keime und Bakterien abzutöten und die Hygiene des verarbeiteten Fleisches sicherzustellen.  Zum anderen werden Stärkelieferanten wie Kartoffeln oder Getreide ebenfalls durch Erhitzen aufgeschlossen, um die enthaltenen Nährstoffe für den Hund verdaulich zu machen. Rohe Kartoffeln oder rohes Getreide bieten dem Hund keine Nährstoffbasis.
Im zweiten Schritt werden alle Inhaltsstoffe zunächst getrocknet und dann zu Pulver zermahlen. Um das Futter später als Trockenfutter zu verarbeiten, ist es notwendig, dass alle Inhaltsstoffe als Mehl vorliegen.
Zuletzt werden die Futterpellets mit Hilfe der Kaltpressung gepresst. Die bereitgestellten Rohstoffe werden in der gemahlenen Form in einer großen Anlage zu einer einheitlichen Futtermenge vermischt und dann mit Wasser besprüht. Es entsteht eine zähe Masse, die durch das zugegebene Wasser zunehmend verklebt. Die Futtermasse wird dann bei maximal 80 Grad Celsius durch eine Matrize gepresst. Es entstehen kleine gepresste Futterpellets. Die eigentliche „Kaltpressung“ findet somit im letzten Schritt statt.

## Vorteile
Befürworter des kaltgepressten Hundefutters heben als Vorteil gegenüber anderen Verfahren hervor, dass ein Teil der Inhaltsstoffe für dieses Verfahren lediglich einer Temperatur von maximal 80 Grad Celsius ausgesetzt sind. Dies führt dazu, dass natürliche Vitamine und Nährstoffe in größerer Masse erhalten bleiben und auf das so genannte Coating verzichtet werden kann. Vor allem Extrudate durchlaufen im Regelfall am Ende des Herstellungsprozesses ein Coating, in dem synthetische Zusatzstoffe und Konservierungsstoffe hinzugefügt werden. Darauf kann bei kaltgepresstem Hundefutter aufgrund der geringen Temperaturen verzichtet werden.
Ein weiterer oft benannter Vorteil ist die hohe Verdaulichkeit von kaltgepresstem Futter. Kaltgepresstes Futter zerfällt im Magen wieder in die zuvor zusammengepressten Bestandteile und löst sich in seine Mehle auf. Im Vergleich dazu zeigen extrudierte Futtermittel eine Schwammwirkung im Magen. Extrudierte Futtermittel verwandeln sich bei Austritt aus dem Extruder durch Ausweitung wegen des großen Temperaturunterschieds in luftige, poröse Kroketten. Bei Kontakt mit Flüssigkeit im Magen saugen sich die Luftlöcher in den Kroketten zunächst voll.
Die Behauptung der hohen Verdaulichkeit von kaltgepresstem Futter beruht auf der durch Studien erwiesenen höheren Nettoverdauung im Vergleich zu extrudiertem Futter. Wichtig ist jedoch stets die Betrachtung aller Zutaten und der kombinierten Wirkung auf die Verdaulichkeit. Eine weitere Studie berichtet von einem entgegengesetzten Verdaulichkeitstrend. Somit können sich Zutatenmischung und Verarbeitung gegenseitig beeinflussen.
Zuletzt wird kaltgepresstem Hundefutter oft ein vermindertes Risiko der Magendrehung zugeschrieben sowie Vorteile der Zahnhygiene durch die Härte der Futterpellets. Dies ist jedoch nicht abschließend wissenschaftlich belegt.

## Nachteile
Kritiker des kaltgepressten Hundefutters weisen auf die irreführende Bezeichnung der „Kaltpressung“ hin, da auch im Kaltpressverfahren einige Inhaltsstoffe vor der Verarbeitung erhitzt werden. Somit ist die „Kaltpressung“ ein Produkt des Marketings.
Interessanterweise wird mit der Annahme, dass das Futter – und somit auch Fleisch und Stärkequellen – unbearbeitet kaltgepresst werden, oft eine mögliche erhöhte Keimbelastung als Nachteil benannt. Diese Kritik ist jedoch unbegründet, da Fleisch nach EU-Richtlinien vorbearbeitet wird.
Weitere Nachteile sind eine geringere Haltbarkeit des kaltgepressten Futters aufgrund des Verzichts auf künstliche Konservierungsstoffe. Ebenfalls kommt es oftmals zunächst zu mehr Kot mit kaltgepresstem Hundefutter und bei einer Umstellung von Nass- auf Trockenfutter auch zu mehr Wasserkonsum.

## Alternative Ernährungsformen für Hunde
Als Alternativen zu kaltgepresstem Hundefutter für die Hundeernährung gibt es extrudiertes Trockenfutter, Nassfutter, BARF sowie die Fleischsaftgarung.